# Паляс-Жуса
Паля́с-Жуса́ — район (кумарка) Каталонії (кат. Pallars Jussà). Столиця району — м. Тремп (кат. Tremp).

## Фото

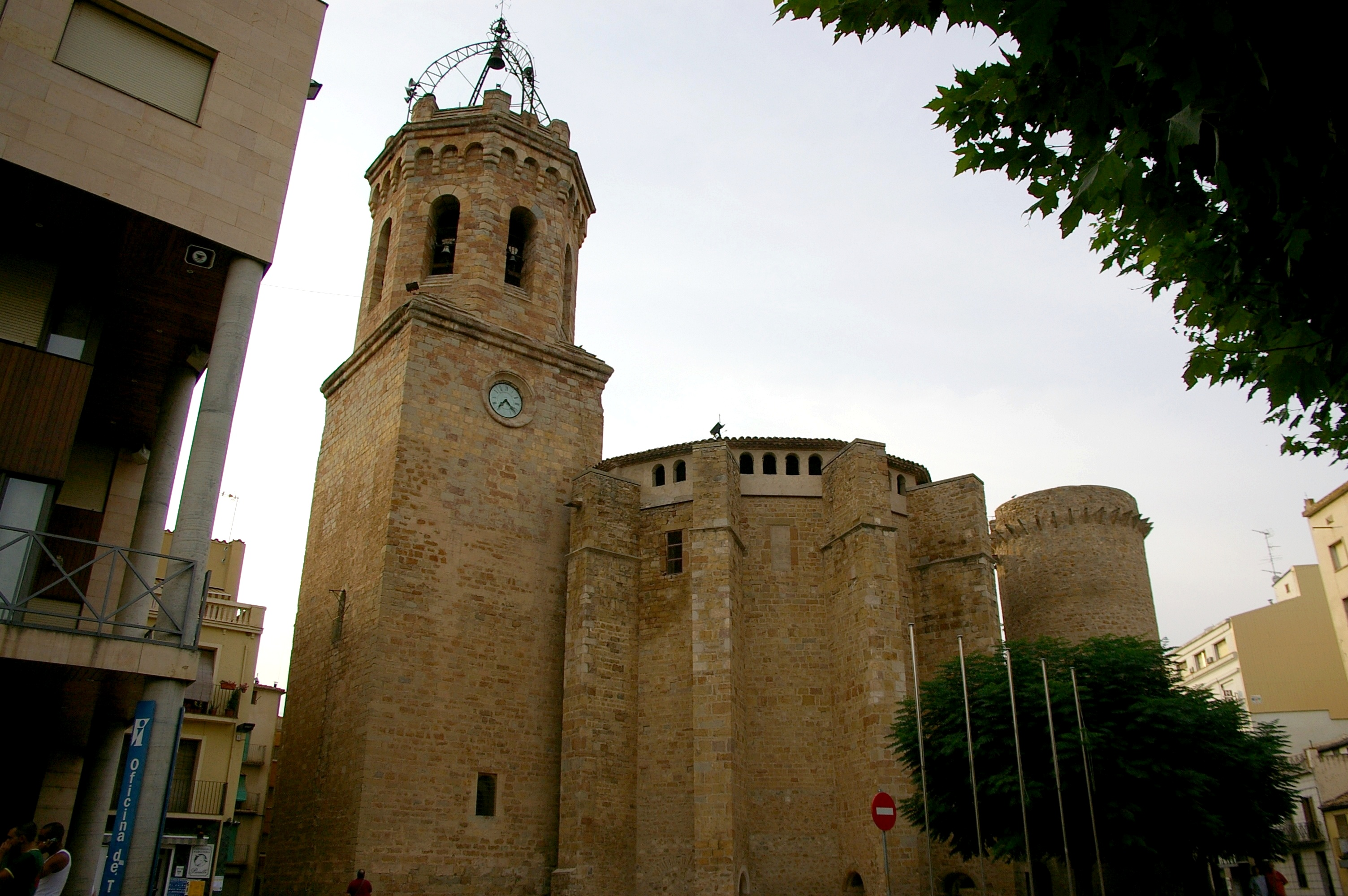
Церква у м. Тремп
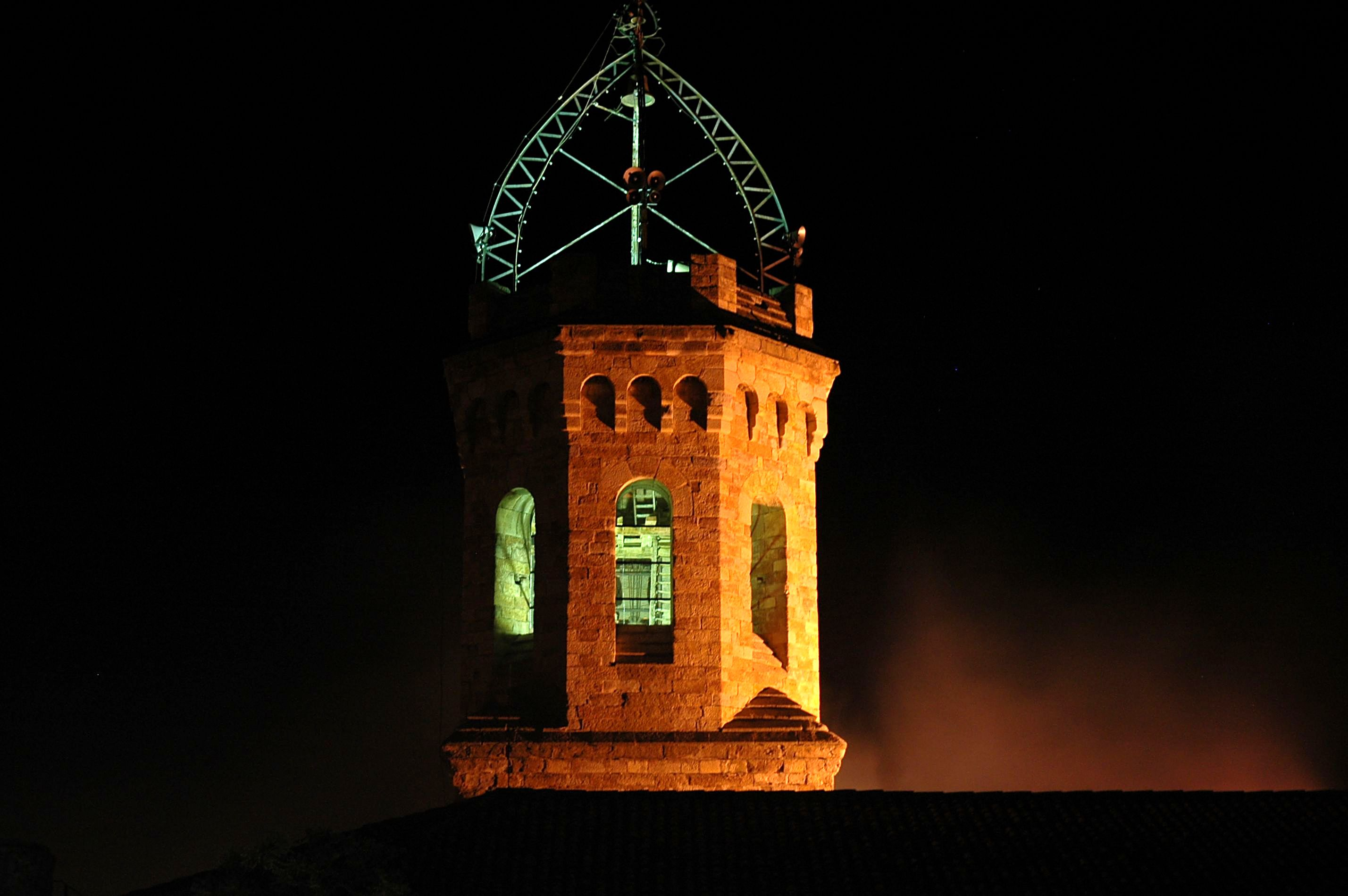
Дзвіниця церкви Св. Марії у м. Тремп

## Муніципалітети
- Абеля-да-ла-Конка (кат. Abella de la Conca) — населення 188 осіб;
- Ґабет-да-ла-Конка (кат. Gavet de la Conca) — населення 301 особа;
- Ізона-і-Конка-Даля (кат. Isona i Conca Dellà) — населення 1.153 особи;
- Кастель-да-Му (кат. Castell de Mur) — населення 185 осіб;
- Конка-да-Дал (кат. Conca de Dalt) — населення 434 особи;
- Ла-Побла-да-Сагу (кат. Pobla de Segur, la) — населення 3.089 осіб;
- Ла-Торра-да-Кабделя (кат. Torre de Cabdella, la) — населення 792 особи;
- Ліміана (кат. Llimiana) — населення 164 особи;
- Салас-да-Паляс (кат. Salàs de Pallars) — населення 335 осіб;
- Сантараза (кат. Senterada) — населення 142 особи;
- Сант-Естеба-да-ла-Сарґа (кат. Sant Esteve de la Sarga) — населення 151 особа;
- Саррока-да-Бальєра (кат. Sarroca de Bellera) — населення 129 осіб;
- Таларн (кат. Talarn) — населення 382 особи;
- Тремп (кат. Tremp) — населення 6.022 особи.